# Foto Stamo
Foto Stamo (* 1916 in Erind, Gjirokastra, Qark Gjirokastra; † 1989) war ein albanischer Maler.

## Leben und Werk
Foto Stamos besuchte die 1932 von Andrea Kushi eröffnete Malschule in Tirana. Er ist ein Maler des albanischen sozialistischen Realismus. Seine Arbeiten sind Teil der Sammlung der Galeria Kombëtare e Arteve in Tirana. Farbe und Licht haben in seiner Malerei eine große Bedeutung. In der nordalbanischen Gegend Zadrima ließ er sich für viele seiner Porträts inspirieren. Stamo wurde in der Sozialistischen Volksrepublik als „Maler des Volkes“ (piktori i popullit) ausgezeichnet.
Fast 30 Jahre nach seinem Tod im Jahr 1989 wurde Stamo der Kollaboration mit der albanischen Staatssicherheitspolizei Sigurimi beschuldigt.
Die Malerei The Refugees (1941) wurde auf der documenta 14 gezeigt.